# Michele Ceriana Mayneri

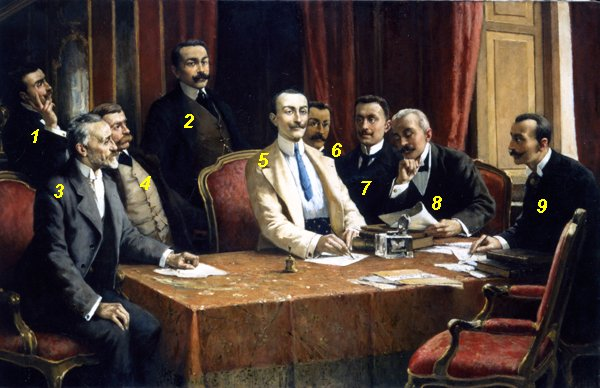
FIAT-Gründer: 1. Luigi Damevino, 2. Cesare Goria Gatti, 3. Roberto Biscaretti di Ruffia, 4. Carlo Racca, 5. Emanuele Cacherano di Bricherasio, 6. Michele Ceriana Mayneri, 7. Giovanni Agnelli, 8. Lodovico Scarfiotti, 9. Alfonso Ferrero

Michele Mario Francesco Giuseppe Ceriana, später Ceriana Mayneri (* 14. März 1861 in Turin; † 13. August 1930 in Berroni) war ein italienischer Politiker, Industrieller und Fußballspieler.

## Familie
Ceriana Mayneri entstammte einer ursprünglich aus Valenza bei Alessandria stammenden Industriellen- und Bankiersfamilie, die im Seidenhandel tätig war. Er wurde 1861 als Sohn von Carlo Ceriana (1807–1875) und dessen Ehefrau Contessa Teresa Rosa Anna Clara Joanna Maria Mayneri (1830–1902) geboren und hatte sechs ältere Geschwister – zwei Brüder und vier Schwestern.
Am 18. Juli 1892 heiratete Michele Ceriana Mayneri in der Chiesa Corpus Domini in Turin Teresa Maria Bobbio. Das Paar hatte zwei Kinder: die Zwillinge Michele (1884–1931) und Emilia (1884–1955).

## Werdegang
Michele Ceriana Mayneri wurde 1884 Tenente (Leutnant) im Reggimento artiglieria a cavallo “Voloire”, 1892 schied er im Rang eines Capitano (Hauptmann) aus dem Militär aus. Später war er u. a. als Vizepräsident des familieneigenen, von 1850 bis 1993 bestehenden Turiner Bankhauses Fratelli Ceriana und als Bürgermeister der Gemeinde Racconigi nahe Turin tätig.
Im Jahr 1898 nahm Ceriana Mayneri mit dem Football Club Torinese an der erstmals ausgetragenen Italienischen Fußballmeisterschaft teil. Als Angreifer scheiterte er dabei mit seiner Mannschaft im Halbfinale (erste Spielrunde) mit 0:1 an Internazionale Torino.
Am 11. Juli 1899 gründete Ceriana Mayneri zusammen mit acht weiteren Männern in Turin die Società Anonima Fabbrica Italiana di Automobili Torino, für die er später als Vizepräsident fungierte.
Während der XXII. Legislaturperiode des Königreichs Italien (1904–1909) gehörte Ceriana Mayneri der Camera dei deputati des Königreichs Italien an. Am Ersten Weltkrieg nahm er als Reservist teil. Im Februar 1919 hatte er den Rang eines Oberst der Reserve in der Artillerietruppe des Regio Esercito inne.
Michele Ceriana Mayneri starb 1930 im Alter von 69 Jahren in Turin.